# Kopřivnice
Kopřivnice (németül: Nesselsdorf) város Csehországban, a Nový Jičín-i járásban. Kopřivnice Hukvaldy, Lichnov, Příbor, Štramberk, Tichá, Kozlovice és Závišice településekkel határos. Lakosainak száma 21 604 fő (2024. január 1.).
A Tatra autógyár székhelye.

## Népesség
A település lakosságának változását az alábbi diagram mutatja:
| Lakosok száma | 3090 | 3833 | 7071 | 7829 | 10 538 | 22 597 | 22 237 | 21 949 | 21 395 | 21 604 |
|               | 1869 | 1890 | 1921 | 1950 | 1970   | 2014   | 2017   | 2019   | 2022   | 2024   |